# Yeghegnut, Armavir
Yeghegnut là một đô thị thuộc tỉnh Armavir, Armenia. Dân số ước tính năm 2011 là 2129 người.